# Lucas Van Looy
Lucas Van Looy, S.D.B. (Tielen, 28 de setembro de 1941) é um clérigo religioso belga da Igreja Católica, bispo emérito de Gante.

## Vida
Nascido em Tielen, uma vila belga de 3.900 habitantes no município de Kasterlee, depois dos estudos secundários com os padres jesuítas em Turnhout, e depois no colégio Dom Bosco de Hechtel, em 1961 ingressou na Congregação dos Salesianos de Dom Bosco, onde fez o noviciado. De 1962 a 1964 completou seus estudos de filosofia no escolasticado salesiano de Groot-Bijgaarden (Bélgica). Em seguida, partiu para a Coréia do Sul para um estágio como jovem salesiano. Ao retornar à Bélgica, seguiu seus estudos de teologia na Universidade Católica de Louvain (1967-1970), obtendo a licenciatura em missiologia.
Fez a profissão perpétua em 6 de março de 1968 e foi ordenado sacerdote em Oud-Heverlee (Bélgica) em 12 de setembro de 1970, por Paul Constant Schoenmaekers, bispo auxiliar de Bruxelas.
Após a ordenação sacerdotal partiu como missionário na Coreia do Sul, onde exerceu as funções de educador (1972-1974), capelão dos estudantes católicos (1974-1978) e provincial (1978-1984). A partir de 1984 trabalhou na Cúria Geral dos Salesianos, desde 1996 como vigário-geral da Ordem. Desde 1995 foi também assistente eclesiástico da União Mundial de Professores Católicos (WUCT).
O Papa João Paulo II o nomeou como 30.º bispo de Gante em 19 de dezembro de 2003. Ele foi consagrado em 1 de fevereiro do ano seguinte na Catedral de São Bavão de Gante pelo arcebispo de Mechelen-Bruxelas, Godfried Danneels, coadjuvado por Arthur Luysterman, seu antecessor e por Paul Van den Berghe, bispo de Antuérpia.
Tornou-se presidente da Caritas Europa em maio de 2014. Em junho de 2015, foi nomeado para o conselho da Caritas Internacional pelo Papa Francisco.
Em 27 de novembro de 2019, o Papa Francisco aceitou sua renúncia por idade.  Além do flamengo nativo, é fluente em neelandês, francês, alemão, inglês, italiano, espanhol, português e coreano.
Durante o Regina Caeli de 29 de maio de 2022, o Papa Francisco anunciou sua criação como cardeal no Consistório previsto para 27 de agosto. Por ter mais de 80 anos, ele não seria elegível para votar em um conclave. Em 16 de junho de 2022 sua renúncia ao Colégio dos Cardeais foi aceita pelo Papa Francisco, evocando as críticas ao fato de que ele nem sempre teria reagido com suficiente energia como bispo contra os abusos na relação pastoral.